# Зал Столетия (Вроцлав)

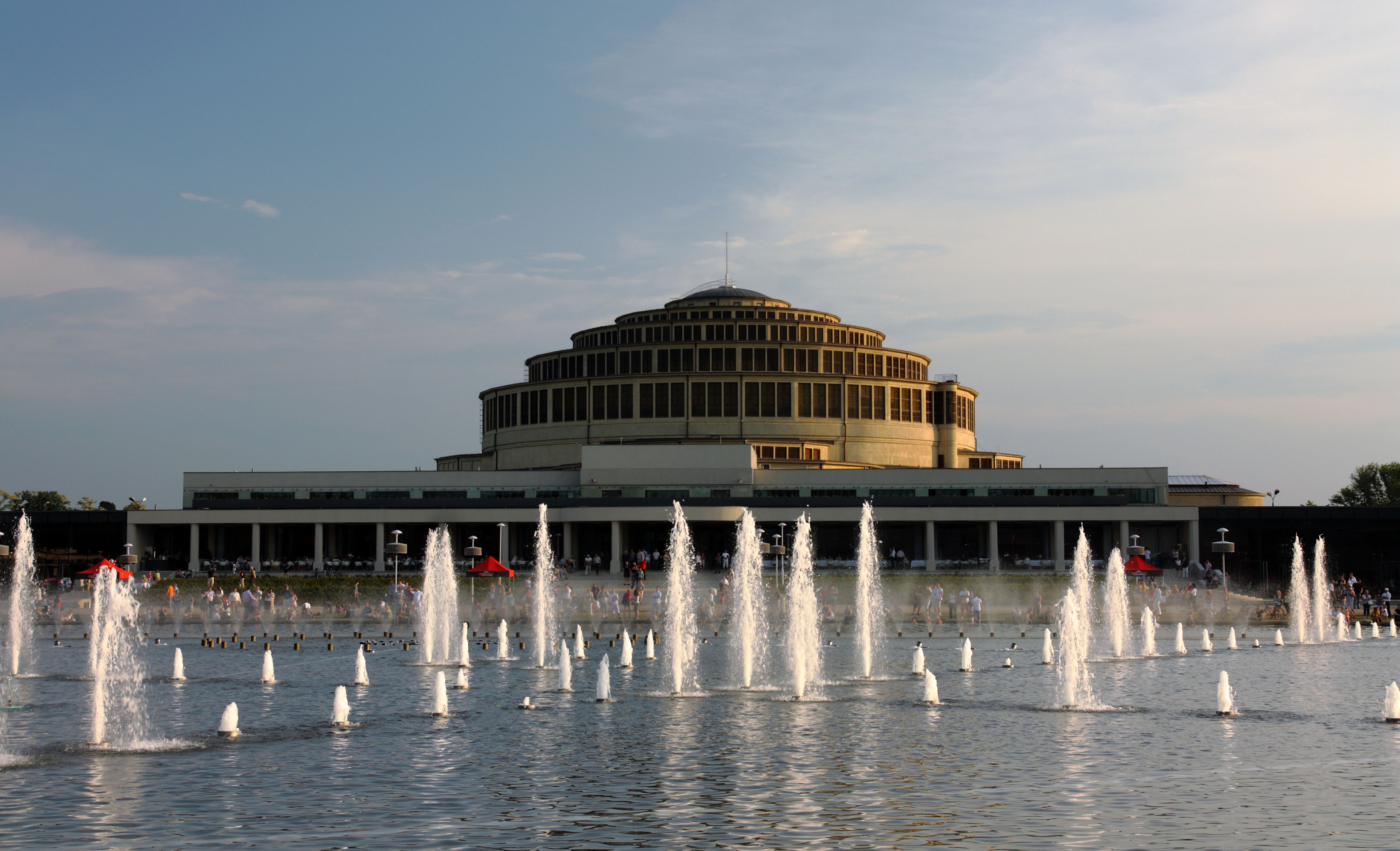
Зал Столетия и Вроцлавский фонтан

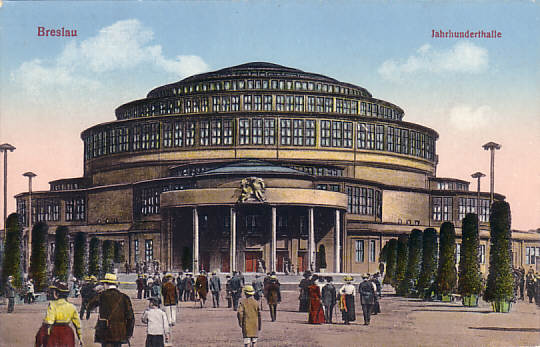
Зал Столетия на немецкой открытке (1920)

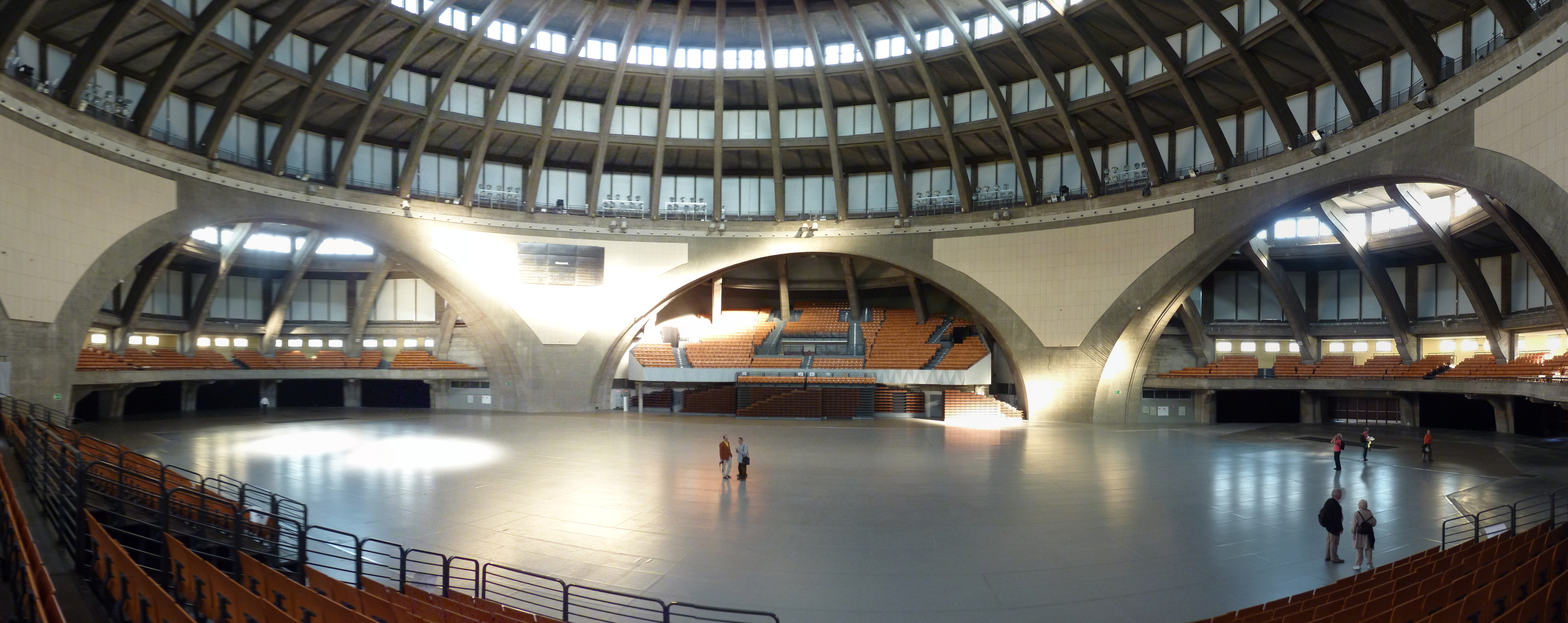
Внутри Зала Столетия

«Зал Столетия» или Народный зал (пол. Hala Stulecia, Hala Ludowa; нем. Jahrhunderthalle) — зрительно-спортивный зал, расположенный в Щитницком парке во Вроцлаве. В 2006 году внесён в Список объектов Всемирного наследия ЮНЕСКО (один из 16 объектов этого списка, находящихся в Польше). Памятник истории. Возле «Зала Столетия» находится Вроцлавский фонтан.
«Зал Столетия» сыграл ключевую роль в развитии строительства из бетона. Сочетая в себе пионерские инженерные и архитектурные решения, он явился образцом для возведения позднейших железобетонных сооружений.
Построен в 1911—1913 годах по проекту архитектора Макса Берга в раннемодернистическом стиле. Внесён в государственный список памятников архитектуры в 1962 году вместе с архитектурным комплексом, включающим Павильон четырёх куполов, перголу и шпиль.

## История

### От создания до 1945 года
В 1907 году городские власти Бреслау, входившего в то время в состав Германской империи, приняли решение отметить столетие Битвы народов под Лейпцигом (1813). Была запланирована большая Выставка Столетия, организацию которой поручили Карлу Маснеру, директору Музея Художественного и Древнего Ремесла. Для этой цели город выделил территории, расположенные на окраине Щитницкого парка, на месте трассы для конных соревнований. Поблизости располагался основанный на 40 лет раньше и пользовавшийся растущей популярностью зоологический сад.
Был проведён конкурс на освоение территории, в котором среди 43 представленных проектов победил проект городского архитектора Бреслау Макса Берга, сотрудничавших с ним инженеров Гюнтера Трауэра и Миллера, а также молодого выпускника лейпцигского факультета архитектуры Рихарда Конвяжа. Несмотря на оригинальный, но неоднозначный проект Зала и высокую проектную стоимость (1,9 миллионов марок), 28 июня 1911 года было получено официальное разрешение на строительство.
В момент создания Зал представлял собой исключительный объект. Он имел самые широкие в мире железобетонные перекрытия — большие размеры имели тогда лишь немногочисленные стальные конструкции. Зал имел 42 м высоты, а венчающий его купол — 67 м в диаметре. Максимальная ширина внутри Зала составляла 95 метров, а полезная площадь составила 14,0 тыс. квадратных метров. Кроме собственно центрального зала, в строении было предусмотрено ещё 56 других выставочных помещений и обширные кулуары, окружающие главный зал. Здание в целом было рассчитано на 10 тысяч человек, в том числе 6000 человек в центральном зале.
Пионерским был подход Берга и к архитектонике. Проектируя Зал, он сосредоточился на функциональности и проектировании внутренних помещений в гармонии с окружением, придании форме завершённости.
Для того чтобы гармонизировать отдельно стоящий Зал Столетия с окружающими его объектами, он был вписан в спроектированный Хансом Пёльцигом выставочный комплекс, носящий классицистический характер, достаточно типичный для первых лет XX века. Комплекс включал перголу высотой до 4,6 и длиной 640 метров.
Строительство Зала было завершено в декабре 1912 года за полтора месяца до запланированного срока. Во время его строительства на окружающей территории были возведены многочисленные выставочные объекты, в том числе Павильон четырёх куполов, развлекательные сооружения и т. п. В Зале был размещён специально спроектированный и изготовленный известной франкфуртской фирмой Sauer орган, имеющий 222 регистра и 16706 трубок, на тот момент крупнейший в мире.
Выставка Столетия и Зал были торжественно открыты показом пьесы Герхарда Гауптманна.
После окончания Выставки Столетия территория вокруг Зала несколько раз перестраивалась. В самом Зале также производились некоторые переделки (главного входа и лестничных клеток). Автором этих проектов чаще всего был Рихард Конвяж.
Перед Второй мировой войной Зал, кроме выставок и менее значительных мероприятий, несколько раз становился местом массовых торжеств, в том числе публичных выступлений ведущих функционеров НСДАП, включая Адольфа Гитлера.

### После 1945 года

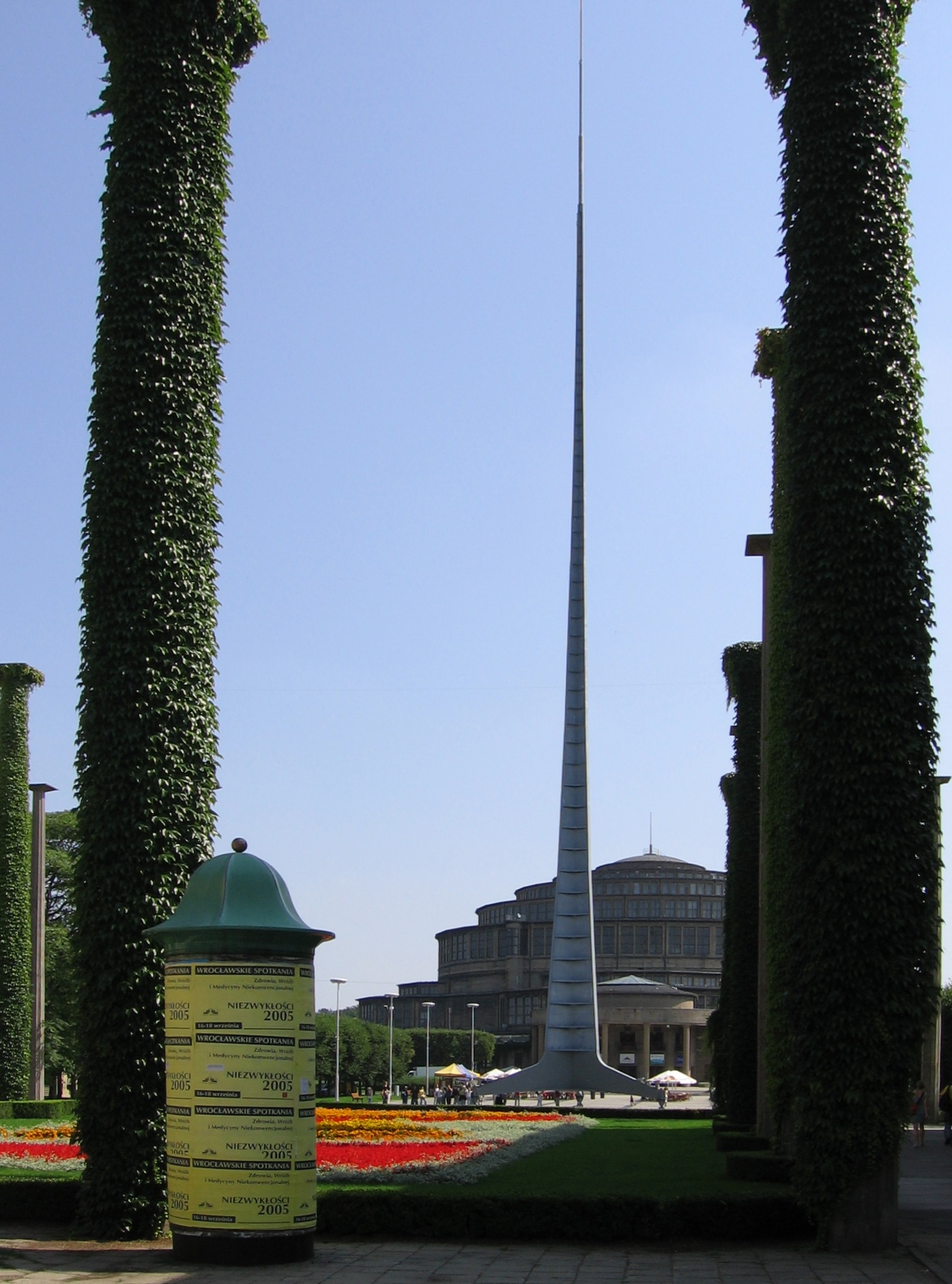
Шпиль («Iglica»)

«Зал Столетия» пережил Второй мировую войну без серьёзных разрушений, однако орган был повреждён. Выставочные территории вокруг Зала и она сама впервые были использованы с июля по сентябрь 1948 года для организации Выставки возвращённых земель и во время сопутствующего ей (25—28 августа) Всемирного конгресса интеллектуалов за мир.
В период Польской Народной Республики в Зале не проводились серьёзные работы, способные изменить его характер. Не было сделано никаких изменений, за исключением удаления гитлеровской символики, наращивания бетонного пола в кулуарах, установки центрального отопления (до этого Зал вообще не обогревался), установки звукоусилителей и тому подобных незначительных ремонтных работ и изменений. Зал был местом проведения концертов (в нём выступал, например, Марино Марини) и спортивных мероприятий (XIII Чемпионат Европы по баскетболу среди мужчин в 1963 году). В Зале работал крупнейший в городе кинотеатр «Гигант».
Значительные изменения претерпела лишь окружавшая Зал территория, после того как южная часть выставочного комплекса была передана зоопарку, а в особенности после установки в 1948 году на площади перед входом 106-метрового шпиля, который коренным образом изменил статичный характер главного входа Зала.
Во время генерального ремонта в 1997 году на окнах были установлены белые пластиковые шторы, понижен на 1 метр пол, были установлены передвижные трибуны и раскладная арена, позволяющие приспосабливать Зал, в зависимости от текущих надобностей, для проведения спортивных, зрелищных, корпоративных или ярмарочных мероприятий. Новые элементы достаточно сильно выделяются на фоне серых стен.
В Зале проходят крупные ярмарки, проводятся оперные представления (в октябре 2006 года прошёл Вагнеровский оперный фестиваль), несколько сезонов Зал использовался для проведения баскетбольных соревнований. В 1997 году в нём проходил Евхаристический конгресс с участием папы римского Иоанна Павла II.